# 若埃尔·罗比雄
喬爾·侯布雄（法語：Joël Robuchon，法語發音：[ʒɔɛl ʁobyʃɔ̃]，1945年4月7日—2018年8月6日；又译乔尔·卢布松），法國廚師、「L'Atelier de Joël Robuchon」餐廳創辦人。戈和米約美食指南曾於1989年稱他為「世紀主廚」（Chef of the Century）。

## 生平
侯布雄在1945年出生於法國普瓦捷，有三個兄弟姊妹，父母分別是砌磚及清潔工人，一家篤信天主教。他年少時曾經在修道院轄下寄宿学校唸書，13歲已立志當一名神父，但之後於協助修女烹煮食物期間，發現自己頗具料理天份，覺得天主對自己另有「召喚」，故此15歲便決定進入第一間餐廳工作，繼而開始向飲食界發展。他亦曾在德塞夫勒省莫莱翁的神学院任職廚師，36歲時於巴黎開設了第一家餐館，1976年以優秀的廚藝獲得「法國最佳工匠獎」殊榮。
侯布雄主力推廣法國新潮烹調（Nouvelle Cuisine），並出版過多本食譜（其中有兩本譯為英文），擔任拉魯斯美食百科委員會主席和主持烹飪節目。直至2006年，他創辦了「L'Atelier de Joël Robuchon」，在亞洲、歐洲與北美洲擁有十多家店舖，更曾取得31顆米其林指南星級（2017年增至35顆，主要來自亞洲分店），為全世界米其林星級總數最多的主廚，又曾教導出不少名廚，其中最有名的弟子是戈登·拉姆齊。
他被確診胰腺癌之後，於日内瓦接受治療，惟2018年8月6日因病逝世，終年73歲。

## 旗下餐廳
- 亞洲
  - 曼谷 - L'Atelier de Joël Robuchon（米其林指南一星）
  - 香港 - L'Atelier de Joel Robuchon（米其林指南三星）、Salon de Thé de Joël Robuchon
  - 澳門 - Robuchon á Galera（米其林指南三星）
  - 上海 - L'Atelier de Joel Robuchon（米其林指南二星）、La Table de Joël Robuchon
  - 臺北 - L'Atelier de Joel Robuchon（米其林指南二星）、Salon de Thé de Joël Robuchon
  - 東京 - L'Atelier de Joel Robuchon（米其林指南二星）、La Table de Joël Robuchon（米其林指南二星）、Le Chateau de Joël Robuchon（米其林指南三星）
- 歐洲
  - 波爾多 - La Grande Maison de Joël Robuchon
  - 倫敦 - L'Atelier de Joel Robuchon（米其林指南二星）、La Cuisine de Joël Robuchon（米其林指南一星）[14]
  - 摩纳哥 - Restaurant de Joël Robuchon（米其林指南二星）、Yoshi（米其林指南一星）
  - 巴黎 - L'Atelier de Joel Robuchon（米其林指南二星）、La Table de Joël Robuchon（米其林指南二星）
- 北美洲
  - 拉斯維加斯 - L'Atelier de Joel Robuchon（米其林指南一星）、Joël Robuchon（米其林指南三星）
  - 蒙特婁 - L'Atelier de Joël Robuchon
  - 紐約 - L'Atelier de Joel Robuchon（米其林指南一星）

## 外部連結
- Joël Robuchon's website （页面存档备份，存于）
- （法文） Official website of Joël Robuchon's TV show